# Ponsampère
Ponsampère is een gemeente in het Franse departement Gers (regio Occitanie) en telt 112 inwoners (2009). 

## Geografie
De oppervlakte bedraagt 8,9 km², de bevolkingsdichtheid is dus 12,6 inwoners per km².

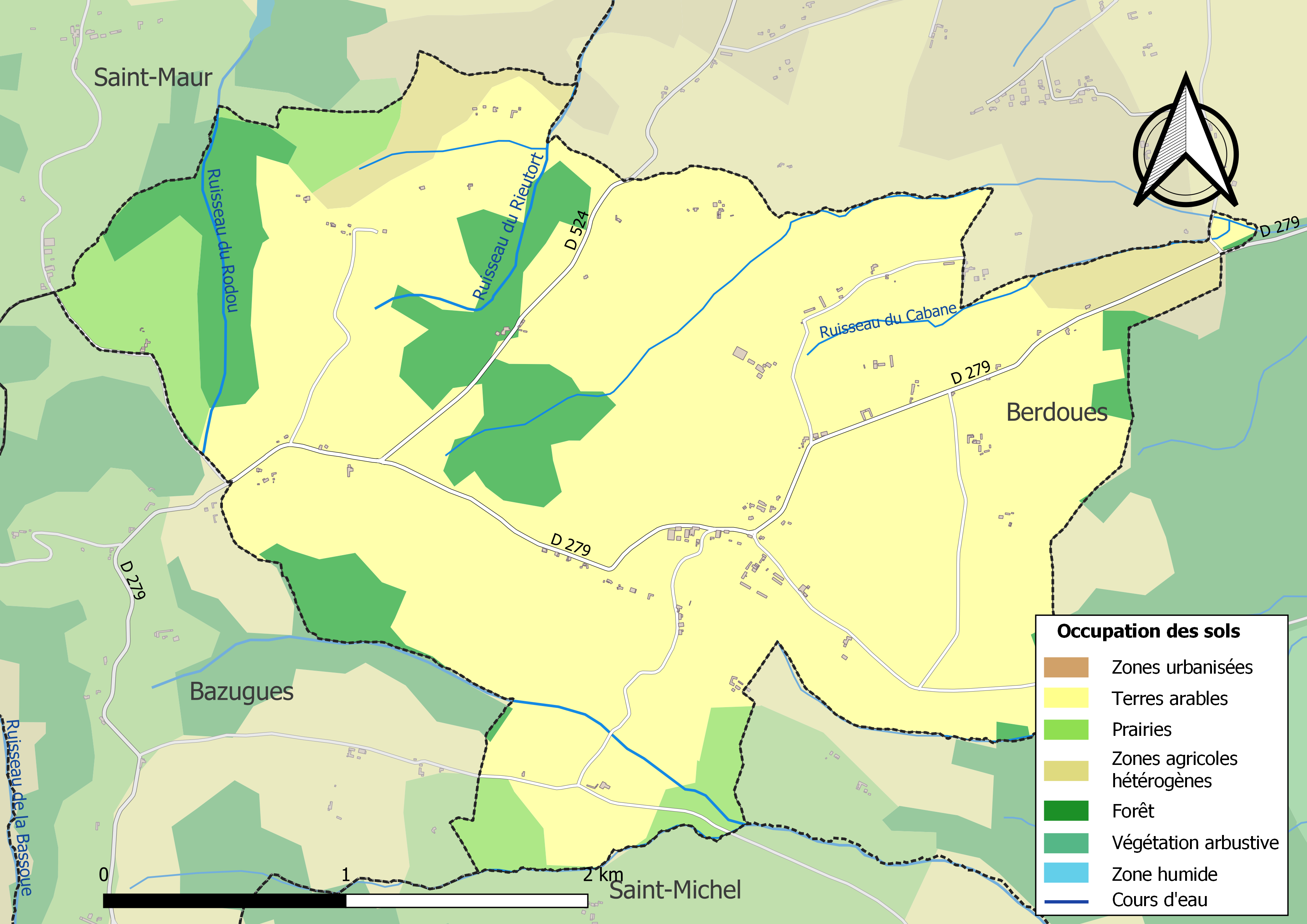
Kaart van de gemeente met belangrijkste infrastructuur, bodemgebruik en omliggende gemeenten

## Demografie
Onderstaande figuur toont het verloop van het inwonertal (bron: INSEE-tellingen).

1. ↑  Populations de référence 2022.